# São Brás (Ribeira Grande)
São Brás ist eine portugiesische Gemeinde (Freguesia) im Kreis (Município) von Ribeira Grande auf der Azoreninsel São Miguel. In ihr leben 582 Einwohner (Stand 19. April 2021).